# Rasqueta (equitación)

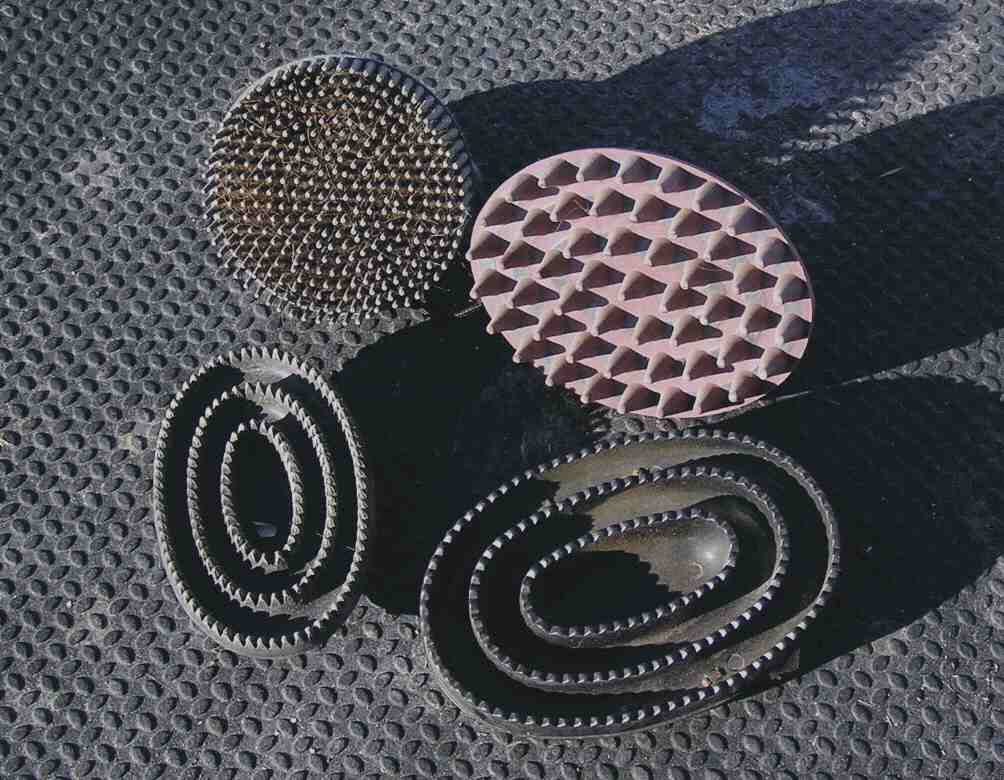
Varios tipos de almohazas.

La rasqueta, almohaza (del árabe hispánico almuḥássa, del clásico ميحسسة, myḥassah), o rascadera es un instrumento que se usa para limpiar (almohazar) los caballos. 
Se trata de un cepillo rústico, muchas veces poco más que una chapa de hierro con dientes menudos, triangulares y romos, dotada de asa o mango.